# Saint-Arnac
Pour les articles homonymes, voir Arnac (homonymie).
Saint-Arnac  est une commune française, située dans le nord du département des Pyrénées-Orientales en région Occitanie. Ses habitants sont appelés les Saintarnacois. Sur le plan historique et culturel, la commune est dans le Fenouillèdes, une dépression allongée entre les Corbières et les massifs pyrénéens recouvrant la presque totalité du bassin de l'Agly.
Exposée à un climat océanique altéré, elle est drainée par l'Agly, Rec Grand et par un autre cours d'eau. La commune possède un patrimoine naturel remarquable composé d'une zone naturelle d'intérêt écologique, faunistique et floristique.
Saint-Arnac est une commune rurale qui compte 101 habitants en 2022, après avoir connu une forte hausse de la population depuis 1975. Elle fait partie de l'aire d'attraction de Perpignan. Ses habitants sont appelés les Saint-Arnacois ou  Saint-Arnacoises.

## Géographie

### Localisation
La commune de Saint-Arnac se trouve dans le département des Pyrénées-Orientales, en région Occitanie.
Elle se situe à 31 km à vol d'oiseau de Perpignan, préfecture du département, à 20 km de Prades, sous-préfecture, et à 28 km de Rivesaltes, bureau centralisateur du canton de la Vallée de l'Agly dont dépend la commune depuis 2015 pour les élections départementales.
La commune fait en outre partie du bassin de vie d'Ille-sur-Têt.
Les communes les plus proches sont : 
Ansignan (2,4 km), Lesquerde (2,4 km), Lansac (3,0 km), Saint-Paul-de-Fenouillet (3,9 km), Felluns (4,2 km), Trilla (4,5 km), Saint-Martin-de-Fenouillet (5,0 km), Pézilla-de-Conflent (6,0 km).
Sur le plan historique et culturel, Saint-Arnac fait partie du Fenouillèdes, une dépression allongée entre les Corbières et les massifs pyrénéens recouvrant la presque totalité du bassin de l'Agly. Ce territoire est culturellement une zone de langue occitane.
|                            | Lesquerde   |          |
| Saint-Martin-de-Fenouillet | Saint-Arnac | Lansac   |
|                            | Ansignan    | Caramany |

### Paysages, géologie et relief

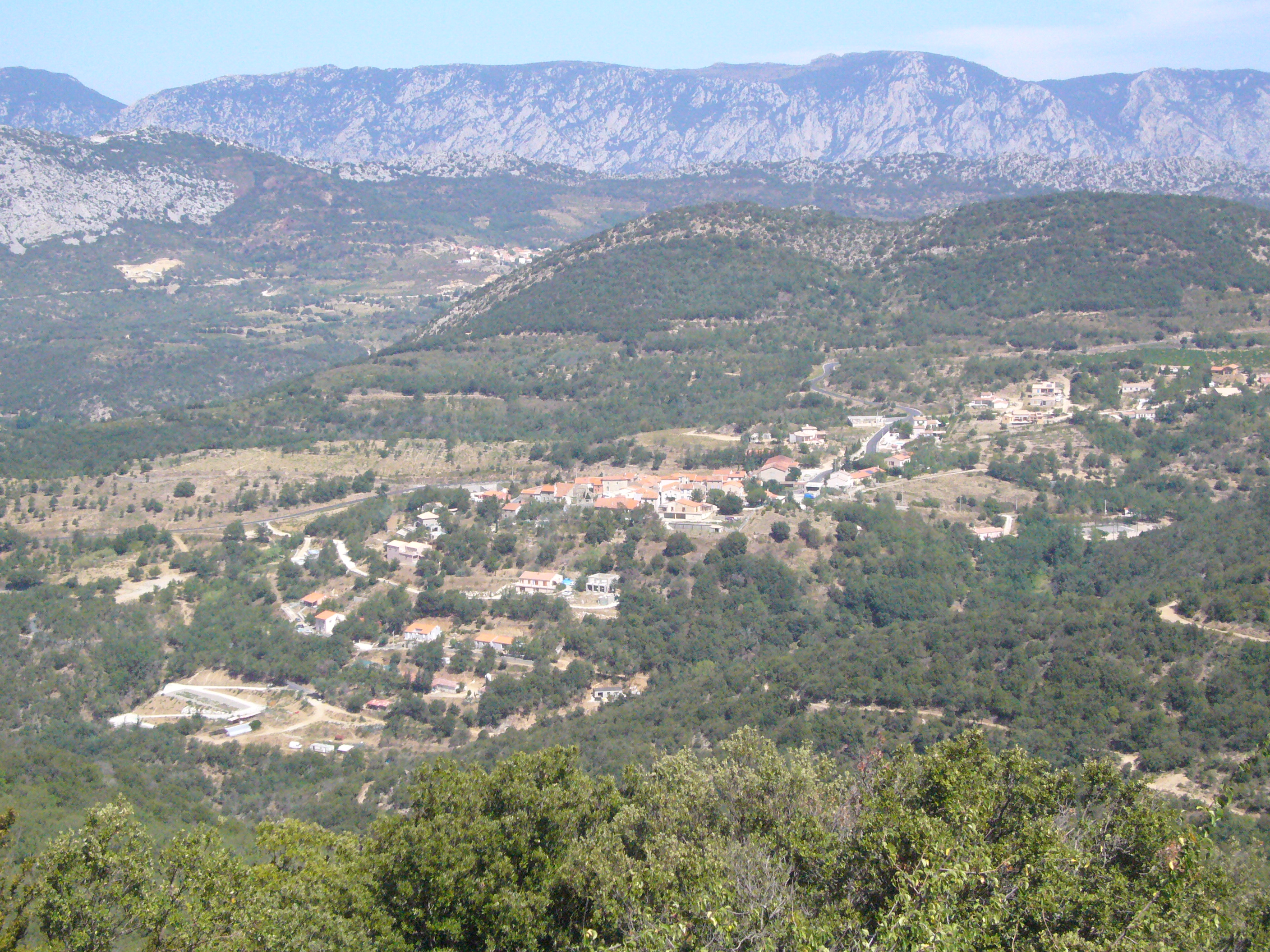
Le village et la « ligne » des Corbières en arrière-plan.

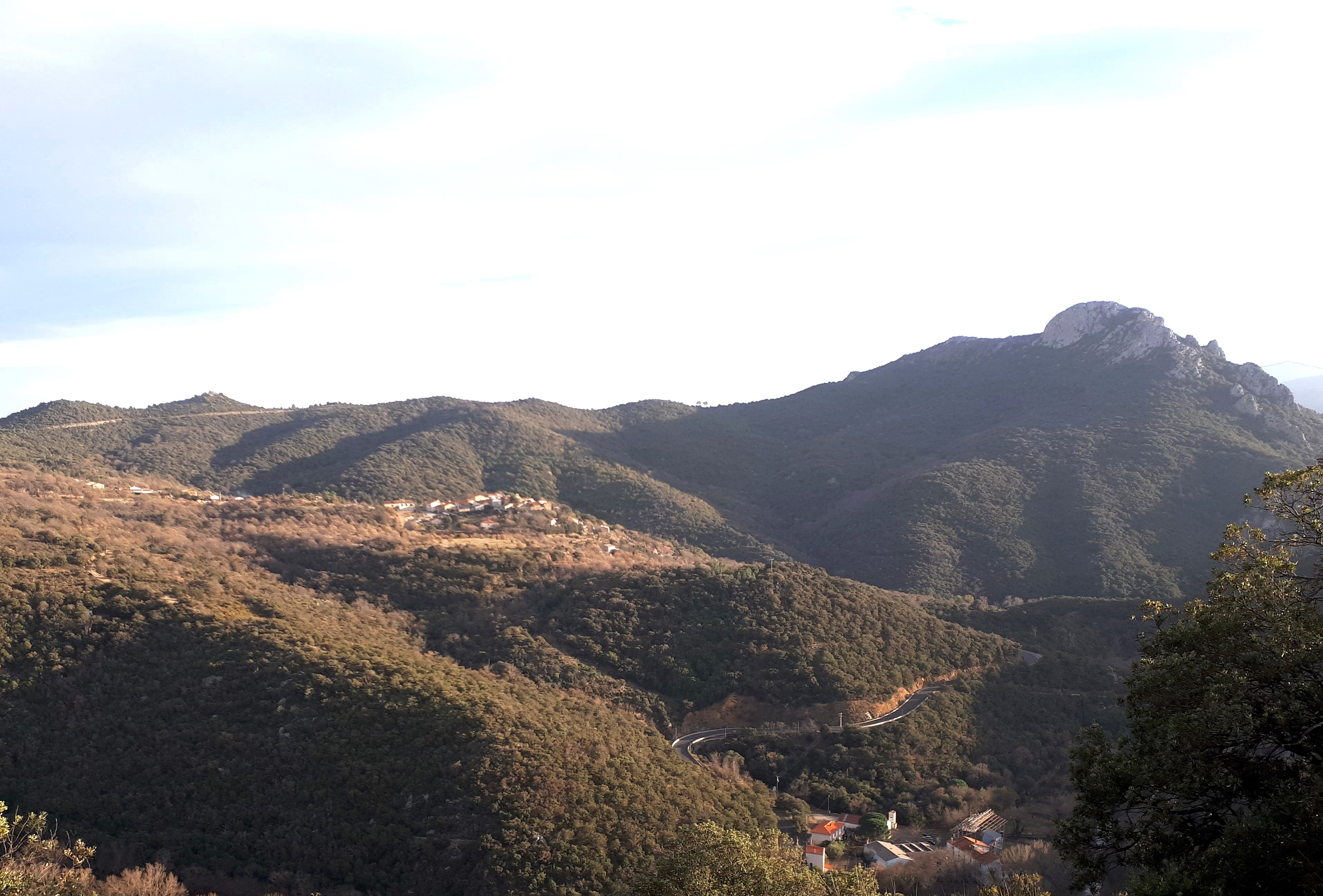
Le village (au centre), la Serre de Vergès (en haut à droite), et le site de l'ancien moulin dans la vallée de l'Agly (en bas à droite).

Saint-Arnac un petit village entouré de vignes et de garrigue, situé sur une colline qui domine le fleuve Agly. Au bord duquel, se trouve un ancien moulin d'abord à huile, puis à farine et actuellement devenu une petite usine hydraulique. Le village est lui-même dominé par le « Roc (ou Serre) de Vergès » qui culmine à 583 mètres, duquel la vallée de l'Agly, les Corbières et le château de Quéribus sont visibles, la plaine du Roussillon et le Canigou, la côte de Leucate à Collioure et à l'opposé la Cerdagne, le Madrès et le pic de Bugarach.
La commune repose essentiellement sur des roches plutoniques (principalement du granit) qui datent de l'orogenèse varisque, il y a environ 300 millions d'années. Le village de Saint-Arnac lui-même est situé sur un affleurement de gabbro. La Serre de Vergès est une enclave de calcaire mésozoïque métamorphisé qui se situe en bordure sud de la zone du granit de Saint-Arnac. Cette enclave calcaire est délimitée par des failles quasi verticales. Le calcaire a mieux résisté à l'érosion que le granite, et il s'élève haut et bien en vue au-dessus des plateaux et des vallées adjacents,.
La culture principale est la vigne, et un élevage de chèvres.
La commune est classée en zone de sismicité 3, correspondant à une sismicité modérée.

### Climat
Pour des articles plus généraux, voir Climat de l'Occitanie et Climat des Pyrénées-Orientales.
En 2010, le climat de la commune est de type climat du Bassin du Sud-Ouest, selon une étude du CNRS s'appuyant sur une série de données couvrant la période 1971-2000. En 2020, Météo-France publie une typologie des climats de la France métropolitaine dans laquelle la commune est dans une zone de transition entre le climat de montagne et le climat méditerranéen et est dans la région climatique Pyrénées orientales, caractérisée par une faible pluviométrie, un très bon ensoleillement (2 600 h/an), un air sec, particulièrement en hiver et peu de brouillards.
Pour la période 1971-2000, la température annuelle moyenne est de 13,3 °C, avec une amplitude thermique annuelle de 15 °C. Le cumul annuel moyen de précipitations est de 797 mm, avec 8 jours de précipitations en janvier et 4,1 jours en juillet. Pour la période 1991-2020, la température moyenne annuelle observée sur la station météorologique la plus proche, située sur la commune de Saint-Paul-de-Fenouillet à 4 km à vol d'oiseau, est de 14,7 °C et le cumul annuel moyen de précipitations est de 765,9 mm,. Pour l'avenir, les paramètres climatiques de la commune estimés pour 2050 selon différents scénarios d’émission de gaz à effet de serre sont consultables sur un site dédié publié par Météo-France en novembre 2022.

### Milieux naturels et biodiversité

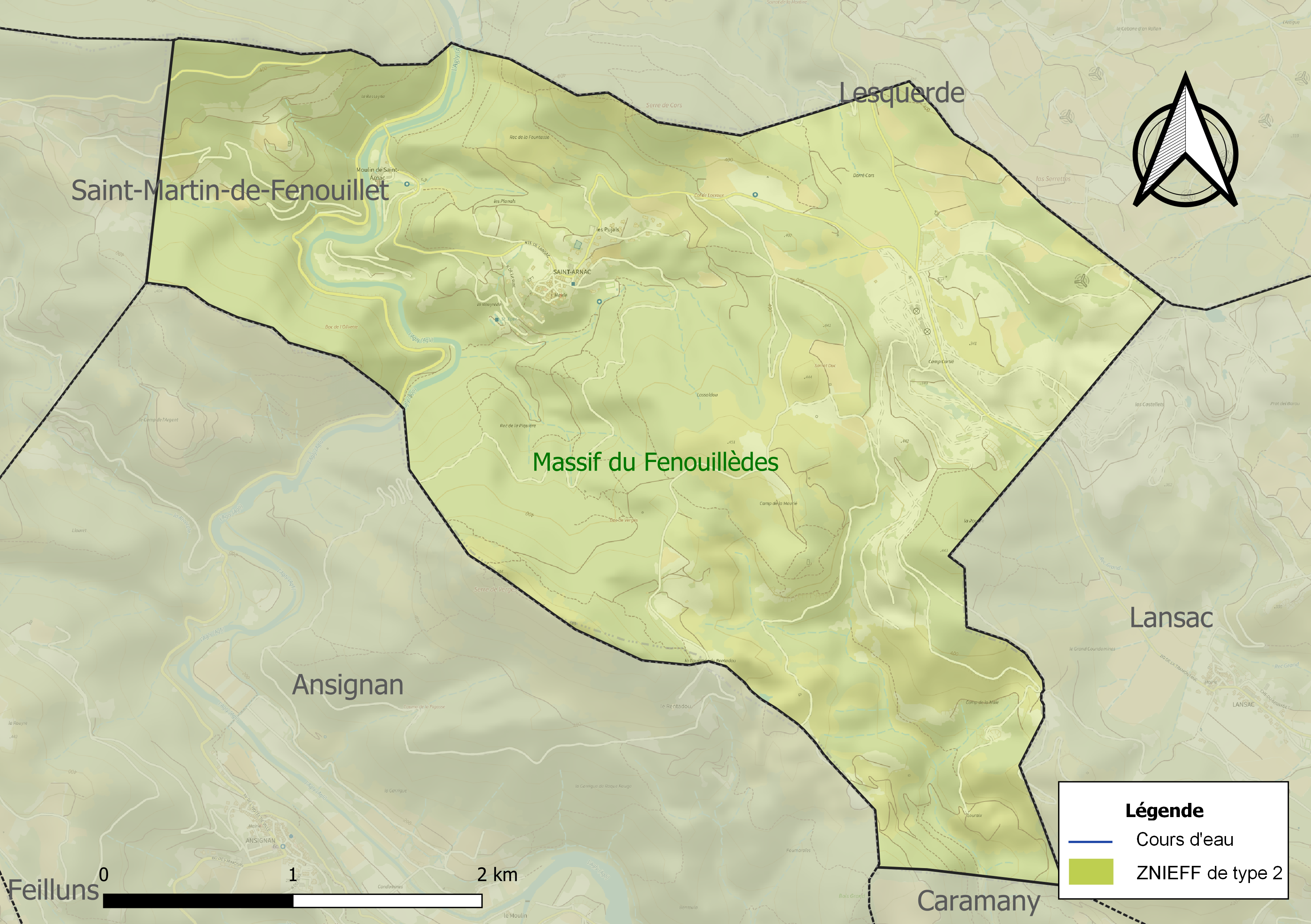
Carte de la ZNIEFF de type 2 localisée sur la commune.

L’inventaire des zones naturelles d'intérêt écologique, faunistique et floristique (ZNIEFF) a pour objectif de réaliser une couverture des zones les plus intéressantes sur le plan écologique, essentiellement dans la perspective d’améliorer la connaissance du patrimoine naturel national et de fournir aux différents décideurs un outil d’aide à la prise en compte de l’environnement dans l’aménagement du territoire.
Une ZNIEFF de type 2 est recensée sur la commune :
le « massif du Fenouillèdes » (34 157 ha), couvrant 40 communes dont une dans l'Aude et 39 dans les Pyrénées-Orientales.

## Urbanisme

### Typologie
Au 1er janvier 2024, Saint-Arnac est catégorisée commune rurale à habitat dispersé, selon la nouvelle grille communale de densité à sept niveaux définie par l'Insee en 2022.
Elle est située hors unité urbaine. Par ailleurs la commune fait partie de l'aire d'attraction de Perpignan, dont elle est une commune de la couronne,. Cette aire, qui regroupe 118 communes, est catégorisée dans les aires de 200 000 à moins de 700 000 habitants,.

### Occupation des sols
L'occupation des sols de la commune, telle qu'elle ressort de la base de données européenne d’occupation biophysique des sols Corine Land Cover (CLC), est marquée par l'importance des forêts et milieux semi-naturels (64,6 % en 2018), en augmentation par rapport à 1990 (50,8 %). La répartition détaillée en 2018 est la suivante : 
forêts (40,6 %), milieux à végétation arbustive et/ou herbacée (24 %), zones agricoles hétérogènes (15,4 %), mines, décharges et chantiers (12,2 %), cultures permanentes (7,8 %). L'évolution de l’occupation des sols de la commune et de ses infrastructures peut être observée sur les différentes représentations cartographiques du territoire : la carte de Cassini (XVIIIe siècle), la carte d'état-major (1820-1866) et les cartes ou photos aériennes de l'IGN pour la période actuelle (1950 à aujourd'hui).

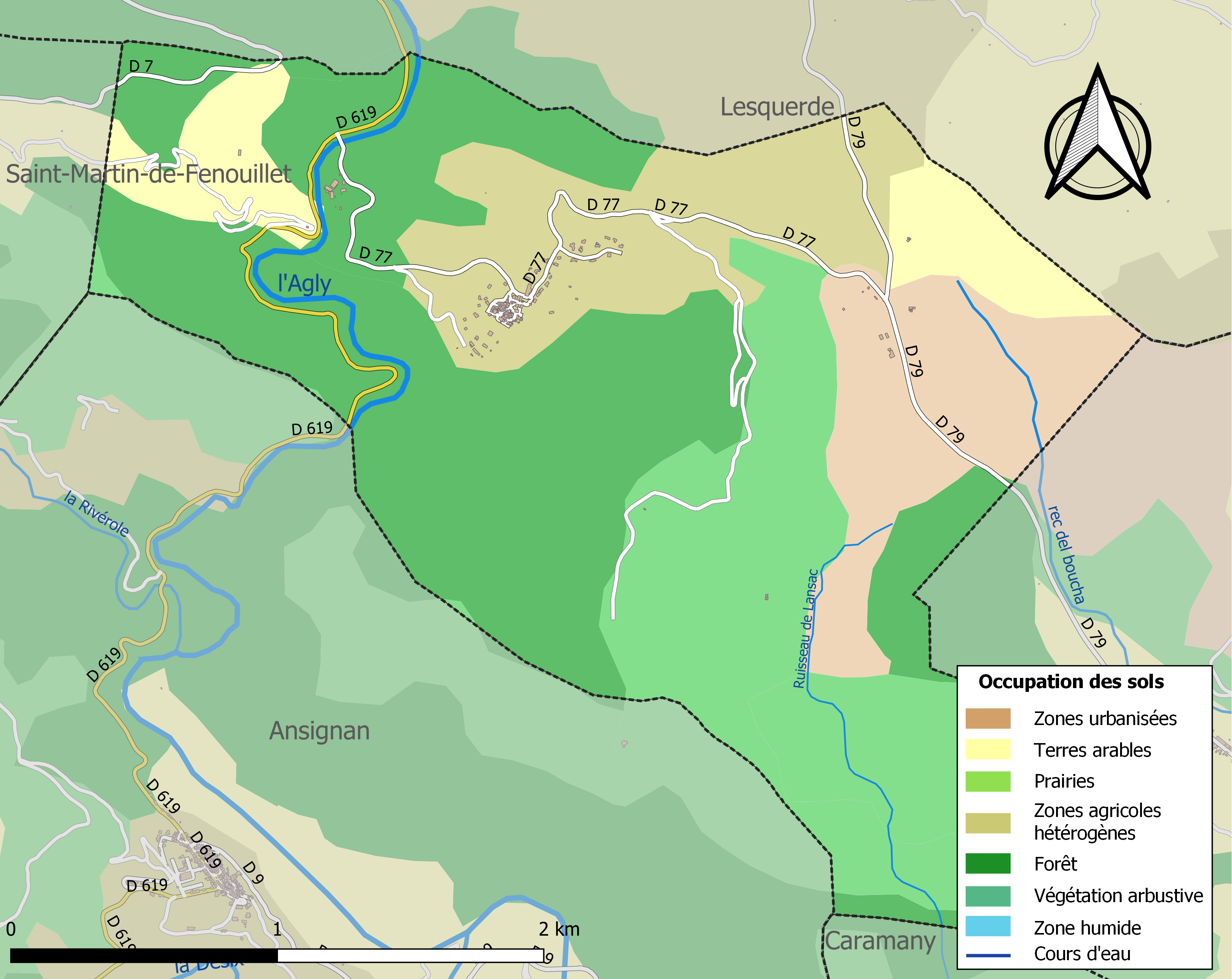
Carte des infrastructures et de l'occupation des sols de la commune en 2018 (CLC).

### Risques majeurs
Le territoire de la commune de Saint-Arnac est vulnérable à différents aléas naturels : inondations, climatiques (grand froid ou canicule), feux de forêts, mouvements de terrains et séisme (sismicité modérée). Il est également exposé à un risque particulier, le risque radon,.

#### Risques naturels

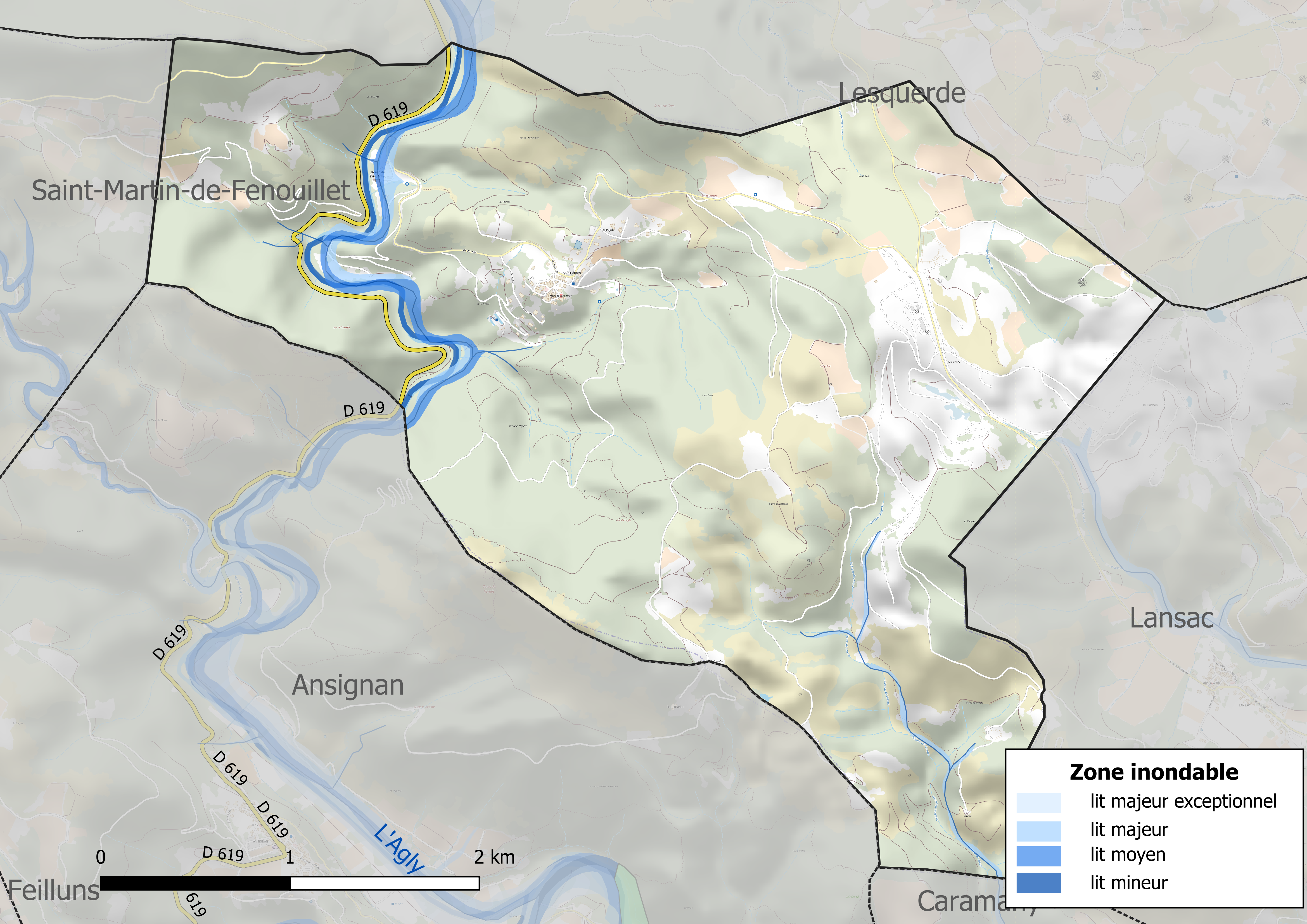
Zones inondables de la commune de Saint-Arnac.

Certaines parties du territoire communal sont susceptibles d’être affectées par le risque d’inondation par crue torrentielle de cours d'eau du bassin de l'Agly.
Les mouvements de terrains susceptibles de se produire sur la commune sont soit des glissements de terrains, soit des chutes de blocs, soit des effondrements liés à des cavités souterraines. L'inventaire national des cavités souterraines permet par ailleurs de localiser celles situées sur la commune

#### Risque particulier
Dans plusieurs parties du territoire national, le radon, accumulé dans certains logements ou autres locaux, peut constituer une source significative d’exposition de la population aux rayonnements ionisants. Toutes les communes du département sont concernées par le risque radon à un niveau plus ou moins élevé. Selon la classification de 2018, la commune de Saint-Arnac est classée en zone 3, à savoir zone à potentiel radon significatif.

## Toponymie

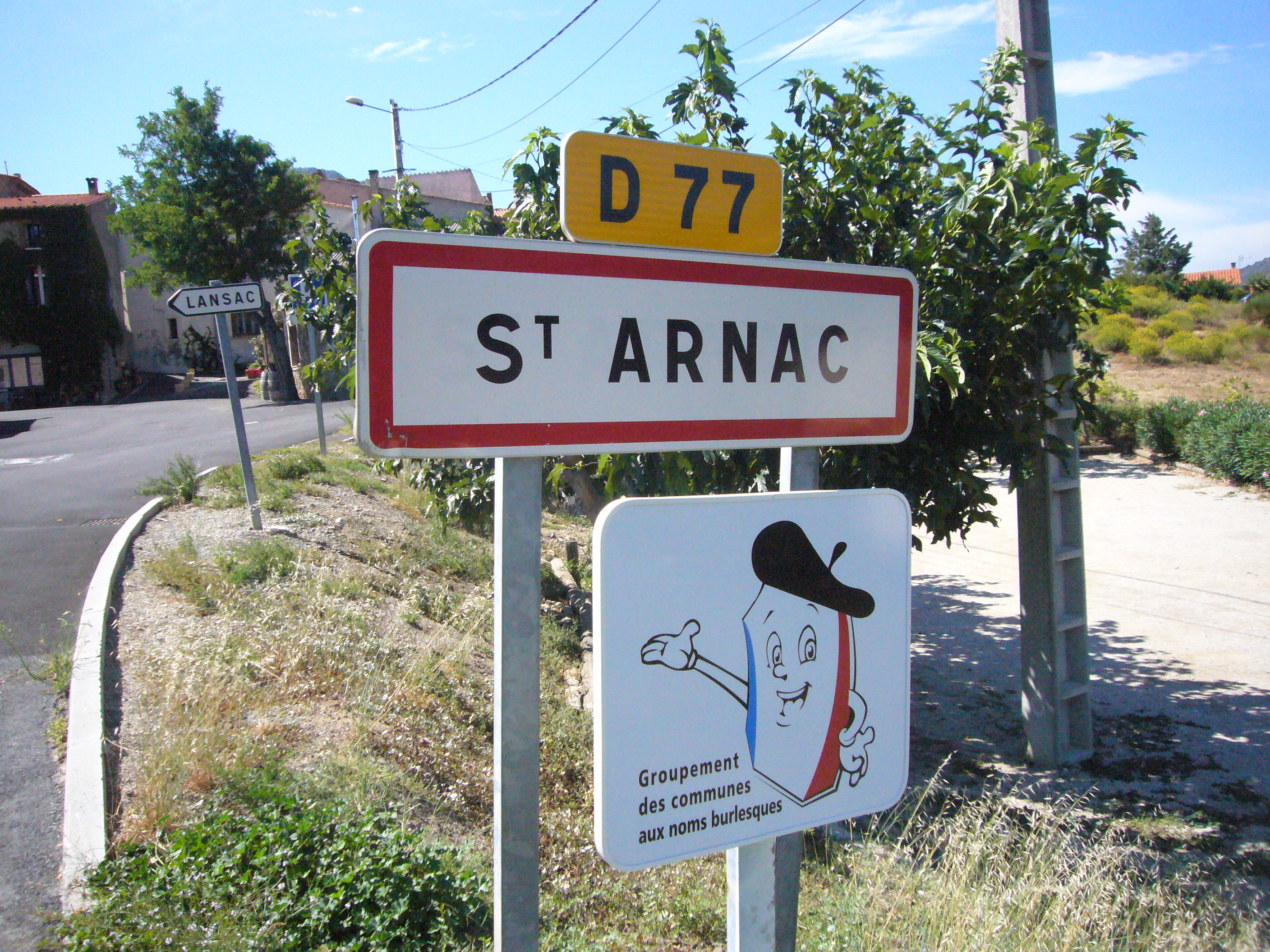
Panneau du village

### Attestations anciennes
Le nom de la localité est attesté sous les formes Centernach en 899 (villare Centernacho); Centernacum dès 1137; Centernac en 1266 ou 1268; Sent Arnach en 1267; Sent Ernach (Ermengaud de So); Santo Arnacho en 1241; Sant Arnach ou Sanctum Arnachum, puis Saint-Arnac ou Saint-Arnach en français,,.

### Étymologie
Il s'agit d'une formation toponymique gallo-romaine ou du début du Moyen Âge en -acum,, suffixe de localisation puis de propriété d’origine gauloise (-acon), précédé d'un anthroponyme gaulois ou latin dont la forme initiale a donné lieu à plusieurs hypothèses :
- Centirio, -onis[29];
- Cintirio(n)[30]
- Centerinus (de Centenus) ;
- Cincturinus (de Cinctura) ;
- Centuriones (du centurion).

Le toponyme étant devenu opaque, il est tombé dans l'attraction des hagionymes commençant par Sant / Sent « saint » en catalan dès le XIIe siècle et traduit par Saint- en français. Il n'y a pas de saint Arnac, le rapprochement avec saint Arnoc en Bretagne est fortuit, tout comme l'homographie avec les différents Arnac du domaine d’oc.
Saint-Arnac fait partie de l'Association des communes de France aux noms burlesques et chantants.

## Histoire
La première mention du lieu en 899 spécifie qu'il est la propriété d'un certain noble Estève et de son épouse Anna. Celle-ci est la petite-fille du comte Berà[Qui ?].

## Politique et administration

### Liste des maires
| Période | Période  | Identité           | Étiquette | Qualité |
| ------- | -------- | ------------------ | --------- | ------- |
|         |          |                    |           |         |
| 1944    | 1945     | François Bes       |           |         |
| 1945    | 1983     | Achille Calvet     |           |         |
| 1983    | 2001     | Jean-Louis Bourges |           |         |
| 2001    | 2008     | André Rollat,      |           |         |
| 2008    | En cours | Guy Calvet,        |           |         |

## Population et société

### Démographie ancienne
La population est exprimée en nombre de feux (f).
| 1693 | 1720 | 1774 | 1789 |
| ---- | ---- | ---- | ---- |
| 48 f | 9 f  | 16 f | 14 f |

### Démographie contemporaine
L'évolution du nombre d'habitants est connue à travers les recensements de la population effectués dans la commune depuis 1793. Pour les communes de moins de 10 000 habitants, une enquête de recensement portant sur toute la population est réalisée tous les cinq ans, les populations de référence des années intermédiaires étant quant à elles estimées par interpolation ou extrapolation. Pour la commune, le premier recensement exhaustif entrant dans le cadre du nouveau dispositif a été réalisé en 2007.

En 2022, la commune comptait 101 habitants, en évolution de −14,41 % par rapport à 2016 (Pyrénées-Orientales : +3,92 %, France hors Mayotte : +2,11 %).
| 1793 | 1800 | 1806 | 1821 | 1831 | 1836 | 1841 | 1846 | 1851 |
| ---- | ---- | ---- | ---- | ---- | ---- | ---- | ---- | ---- |
| 85   | 96   | 113  | 122  | 121  | 150  | 143  | 137  | 120  |

| 1856 | 1861 | 1866 | 1872 | 1876 | 1881 | 1886 | 1891 | 1896 |
| ---- | ---- | ---- | ---- | ---- | ---- | ---- | ---- | ---- |
| 120  | 118  | 124  | 112  | 118  | 115  | 120  | 122  | 118  |

| 1901 | 1906 | 1911 | 1921 | 1926 | 1931 | 1936 | 1946 | 1954 |
| ---- | ---- | ---- | ---- | ---- | ---- | ---- | ---- | ---- |
| 109  | 118  | 101  | 105  | 104  | 109  | 97   | 85   | 85   |

| 1962 | 1968 | 1975 | 1982 | 1990 | 1999 | 2006 | 2007 | 2012 |
| ---- | ---- | ---- | ---- | ---- | ---- | ---- | ---- | ---- |
| 102  | 95   | 67   | 68   | 65   | 82   | 116  | 120  | 121  |

| 2017 | 2022 | - | - | - | - | - | - | - |
| ---- | ---- | - | - | - | - | - | - | - |
| 115  | 101  | - | - | - | - | - | - | - |

| selon la population municipale des années : | 1968 | 1975 | 1982 | 1990 | 1999 | 2006 | 2009 | 2013 |
| Rang de la commune dans le département      | 189  | 175  | 188  | 192  | 179  | 171  | 168  | 174  |
| Nombre de communes du département           | 232  | 217  | 220  | 225  | 226  | 226  | 226  | 226  |

### Manifestations culturelles et festivités
- Fête patronale : 29 juin[46] ;
- Fête communale : 1er août[46].

## Économie

### Emploi
|                | 2008   | 2013   | 2018   |
| -------------- | ------ | ------ | ------ |
| Commune        | 11,6 % | 13,8 % | 12,3 % |
| Département    | 10,3 % | 12,9 % | 13,3 % |
| France entière | 8,3 %  | 10 %   | 10 %   |

En 2018, la population âgée de 15 à 64 ans s'élève à 71 personnes, parmi lesquelles on compte 57,5 % d'actifs (45,2 % ayant un emploi et 12,3 % de chômeurs) et 42,5 % d'inactifs,. En  2018, le taux de chômage communal (au sens du recensement) des 15-64 ans est inférieur à celui du département, mais supérieur à celui de la France, alors qu'en 2008 il était supérieur à celui du département.
La commune fait partie de la couronne de l'aire d'attraction de Perpignan, du fait qu'au moins 15 % des actifs travaillent dans le pôle,. Elle compte 21 emplois en 2018, contre 25 en 2013 et 19 en 2008. Le nombre d'actifs ayant un emploi résidant dans la commune est de 33, soit un indicateur de concentration d'emploi de 62,4 % et un taux d'activité parmi les 15 ans ou plus de 43,9 %.
Sur ces 33 actifs de 15 ans ou plus ayant un emploi, 13 travaillent dans la commune, soit 38 % des habitants. Pour se rendre au travail, 79,4 % des habitants utilisent un véhicule personnel ou de fonction à quatre roues, 2,9 % les transports en commun, 11,8 % s'y rendent en deux-roues, à vélo ou à pied et 5,9 % n'ont pas besoin de transport (travail au domicile).

### Activités hors agriculture
14 établissements sont implantés  à Saint-Arnac au 31 décembre 2019.
Le secteur de l'industrie manufacturière, des industries extractives et autres est prépondérant sur la commune puisqu'il représente 35,7 % du nombre total d'établissements de la commune (5 sur les 14 entreprises implantées  à Saint-Arnac), contre 8,7 % au niveau départemental.

### Agriculture
|               | 1988 | 2000 | 2010 | 2020 |
| ------------- | ---- | ---- | ---- | ---- |
| Exploitations | 10   | 8    | 5    | 3    |
| SAU (ha)      | 86   | 115  | 132  | 64   |

La commune est dans les « Corbières du Roussillon », une petite région agricole occupant le nord du département des Pyrénées-Orientales. En 2020, l'orientation technico-économique de l'agriculture  sur la commune est la viticulture. Trois exploitations agricoles ayant leur siège dans la commune sont dénombrées lors du recensement agricole de 2020 (dix en 1988). La superficie agricole utilisée est de 64 ha,,.

## Culture locale et patrimoine

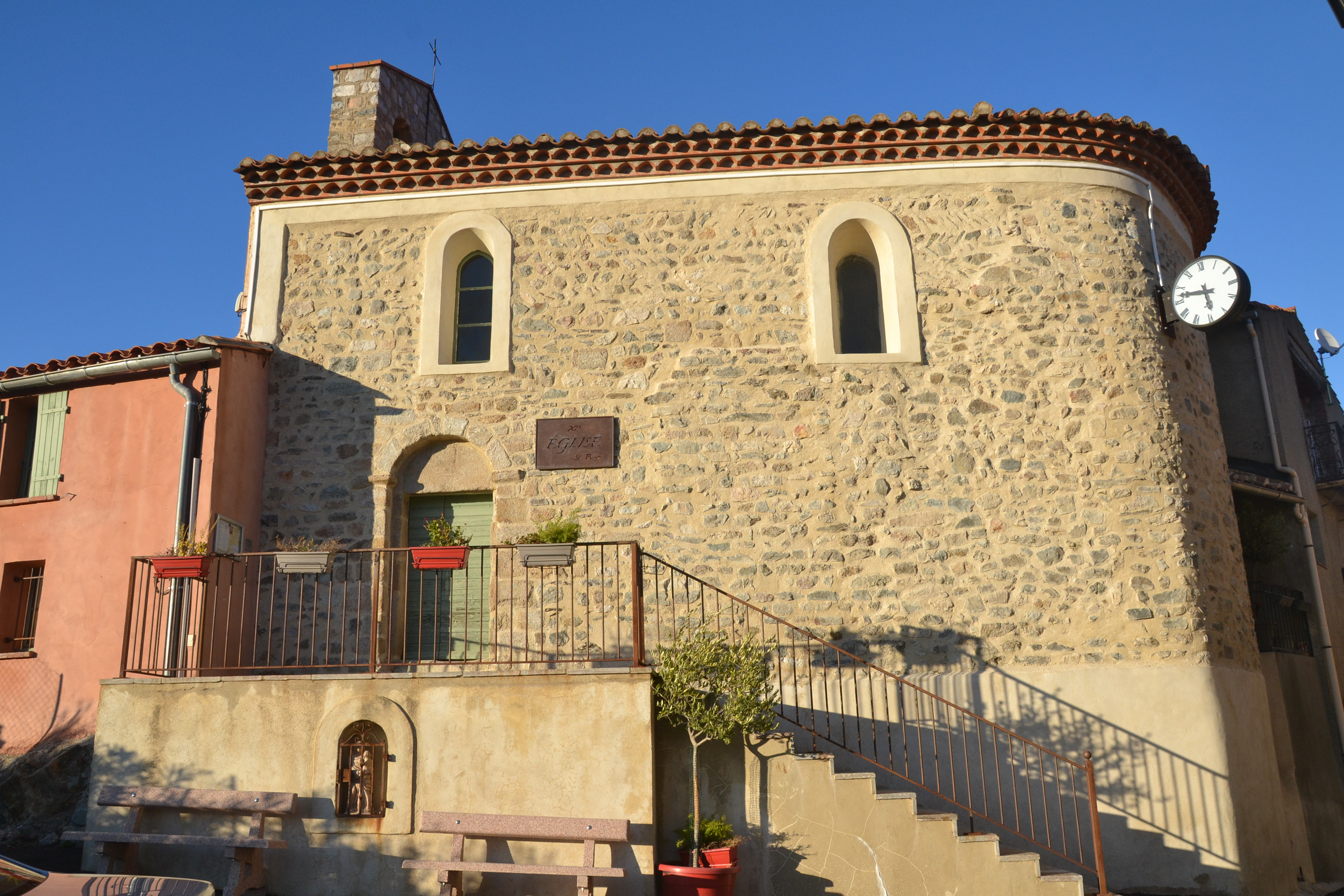
L'église Saint-Pierre.

### Monuments et lieux touristiques
- L'église paroissiale Saint-Pierre de Saint-Arnac est dédiée à saint Pierre. Déjà citée en 1215, on y trouve une statue de saint Pierre du XVIIIe siècle ainsi qu'une statue de la Vierge du XVIIe siècle. Il y a également un oratoire, dédié lui aussi à saint Pierre[46].
- Une fontaine de 1881 est située sur la place du village.[réf. nécessaire]

### Personnalités liées à la commune
L'abbé Ruffié Jean-Baptiste, ancien professeur de philosophie, curé doyen d'Alet (Aude) possède une concession perpétuelle dans la commune.

### Héraldique
| Blason de Saint-Arnac | Blason  | D’azur à l’ombre de triangle, la pointe en bas, au chef d’or chargé d’une croisette patté de gueules. |
| Blason de Saint-Arnac | Détails | Le statut officiel du blason reste à déterminer.                                                      |